# 轻漫画
轻漫画是从日本和韩国引进的一种全新的漫画形式，以竖形排列，分镜简洁易懂，且具有和传统漫画相媲美的故事性，多为彩色。

## 轻漫画
轻漫画是从日本和韩国引进的一种全新的漫画形式，以竖形排列，分镜简洁易懂，且具有和传统漫画相媲美的故事性，多为彩色。

### 轻漫画与手机
轻漫画在阅读体验上堪称为手机而生，流畅的竖形展现形式，简洁的分镜不仅减少了视觉上的压力，画师的创作也由繁到简，更新速度一般为周更，这一点是传统漫画漫长的更新周期远不能及的，对读者而言堪称盛宴。

### 轻漫画的发展
轻漫画在日本和韩国有着强劲的发展势头，短短一年的时间便取得了手机漫画用户第一的傲人成绩，且将集英社、讲谈社、小学馆这些老牌出版巨头远远甩在身后。而国内漫画行业正经历着前所未有发展，纸质传媒的衰弱促使互联网平台的崛起，智能手机早已普及，其强大的功能在各个方面都有超过电脑的趋势，将漫画融入手机，大势所趋。